# Батлер, Джеймс, 9-й граф Ормонд
Джеймс Батлер, также был известен как «Хромой» (англ. James Butler, 9th Earl of Ormond and 2nd Earl of Ossory; 1496 — 28 октября 1546, Лондон) — ирландский аристократ и пэр, 1-й виконт Тёрлс (1535—1546), 9-й граф Ормонд (1539—1546), 2-й граф Оссори (1539—1546).

## Биография
Старший сын Пирса Батлера, 8-го графа Ормонда (1467—1539), и Маргарет Фицджеральд, графини Ормонд (ок. 1473—1542), дочери Джеральда Фицджеральда, 8-го графа Килдэра (1456—1513).

### Карьера
2 января 1535 года Джеймс Батлер был возведён королем Англии Генрихом VIII Тюдором в звание виконта Тёрлса (пэрство Ирландии). В августе 1539 года, после смерти своего отца, Джеймс стал 9-м графом Ормондом и 2-й графом Оссори, унаследовав замки и земли графов Ормонд в провинции Манстер. С 1532 по 1546 год он занимал должность лорда-казначея Ирландии. В 1535 году Джеймс Батлер стал членом Тайного Совета Ирландии и получил титул адмирала Ирландии. В 1535—1539 годах он помогал подавить восстания в Ирландии. Также он занимал посты констебля замков Килки и Карлоу в 1537 году.
В начале 1540-х годов Джеймс Батлер, 9-й граф Ормонд, постепенно восстановил влияние и могущество дома Батлеров в Ирландии на прежние позиции, что привело к антагонизму с лордом-депутатом от Ирландии, сэром Энтони Сент-Леджером. Последний передал командование Ормонду ирландским контингентом во время Англо-шотландской войны 1544 года, на первый взгляд, оказав ему честь, но союзники графа Ормонда обвиняли Сент-Леджера в том, что он сознательно подверг Ормонда опасности. Сам Ормонд требовал расследования и утверждал, что Сент-Леджер планировать его убийство. Это дело расследовал Тайный совет, который поддержал Сент-Леджера. Граф Ормонд и лорд-депутат от Ирландии получили приказ сотрудничать друг с другом. Ключевые союзники графа Ормонда в Ирландии, Джон Алан и Уолтер Коули, были отстранены от своих постов.
17 октября 1546 года Джеймс Батлер со своей семьей прибыл в Лондон. Он был приглашен на ужин во дворец Эли в Холборне. Здесь он был отравлен вместе со своим слугой, Джеймсом Уайтом, и 16 домочадцами. Он скончался девять дней спустя, 28 октября.
Несмотря на высокий социальный статус графа Ормонда, никакого надлежащего расследования его смерти не проводилось. Кто стоял за его отравлением, остается загадкой. Хозяин на ужине, Джон Дадли, 1-й герцог Нортумберленд, не имел никаких мотивов для преступления, никаких ссор между ними не известно. Есть предположение, что в отравлении графа Ормонда мог быть замешан лорд-депутат от Ирландии Энтони Сент-Леджер.

### Брак и дети
Примерно в 1520 году стал воспитываться в доме кардинала Уолси, который высоко ценил этого молодого джентльмена «как мудрого и сдержанного». В начале 1522 года король Генрих VIII Тюдор предлагал ему жениться на своей кузине Анне Болейн, правнучке Томаса Батлера, 7-го графа Ормонда. Этот брак должен был разрешить спор её отца Томаса Болейна с Пирсом Батлером (отцом Джеймса) за титулы и земли графства Ормонд: сам кардинал Уолси поддерживал это предложение. Но брачные переговоры прекратились по неизвестным причинам. Позднее Анна Болейн стала второй женой короля Генриха VIII, а Джеймс женился на леди Джоан Фицджеральд, дочери и наследнице другого крупного землевладельца в провинции Манстер, Джеймса Фицджеральда, 10-го графа Десмнода, и Эми О’Брайен.
У Джеймса и Джоан было семь сыновей:
- Томас Батлер, 10-й граф Ормонд, известный как Черный Том (ок. 1532 — 22 ноября 1614)
- Сэр Эдмунд Батлер из Клугренана (1534—1602)[5]
- Достопочтенный Джон Батлер из Килкэша (ум. 10 мая 1570)[5], женат на Кэтрин Маккарти
- Достопочтенный Эдвард Батлер из Баллинахинча, женат на Мэри Берк, дочери Ричарда Берка, 4-го графа Кланрикарда, и Фрэнсис Уолсингем. У них был сын, Джеймс Батлер (ум. 1597)
- Достопочтенный Уолтер Батлер из Нодстауна (ум. 1560)
- Достопочтенный Джеймс Батлер из Дуйске
- Достопочтенный Пирс Батлер из Грантстауна.